# Antonia Albert
Antonia Albert (nascida em 1989/1990) é uma economista e empresária austríaco. Em 2015, ela cofundou a startup Careship, em Berlim, na Alemanha, como um mercado online para atendimento domiciliar para idosos. Antonia Albert ajudou a levantar US$ 4 milhões em financiamento de investidores em 2017 e mais US$ 6 milhões em 2018. Careship se expandiu para o estado da Renânia do Norte-Vestfália, bem como para as cidades de Hamburgo, Dusseldorf e Frankfurt.

## Biografia
Antonia Albert é natural de Viena, capital da Áustria. Ela estudou administração de empresas na Holanda e na Suíça, recebendo um bacharelado em Administração de Negócios Internacionais em 2012 e um mestrado em Gestão Estratégica em 2013. Antes de co-fundar a Careship com seu irmão, ela trabalhou como economista de negócios para a holding de internet Rocket Internet. Antonia foi eleita uma das 100 mulheres mais inspiradoras de 2015 pela BBC e foi incluída na lista "30 Under 30" da Forbes de 2018.

## Careship
Quando a avó de Antonia Albert ficou doente, em 2014, sua família teve grande dificuldade em encontrar um cuidador adequado. Em resposta, ela cofundou a startup Careship com seu irmão Nikolaus Albert para criar um mercado virtual para atendimento domiciliar de idosos. A Careship usa um “algoritmo de matchmaking” online para conectar famílias que precisam de cuidados para idosos com cuidadores autônomos qualificados. Os cuidadores podem ajudar em tarefas comuns, como cozinhar, fazer compras e limpar. Na plataforma, os cuidadores definem seu próprio preço e a Careship cuida do faturamento e coordena os pagamentos do seguro.
Antonia e seu irmão levantaram US$ 4 milhões em financiamento de investidores para a Careship em 2017 e US$ 6 milhões adicionais em 2018. O mercado foi oferecido inicialmente apenas em Berlim, mas se expandiu para o estado da Renânia do Norte-Vestfália, bem como para as cidades de Hamburgo, Dusseldorf e Frankfurt. Em 2018, planejavam expandir para a Áustria.

O modelo de negócios utilizado pela Careship e serviços similares é controverso. A organização de testes de produtos Stiftung Warentest examinou os serviços de limpeza em outubro de 2014 e chegou à conclusão de que o serviço correspondia à promessa online apenas em quatro em cada dez casos.